# Pools-Oekraïense Oorlog
De Pools-Oekraïense Oorlog van 1918 tot 1919 was een conflict tussen Regentschapskoninkrijk Polen en de West-Oekraïense Volksrepubliek over de controle over Oost-Galicië na het uiteenvallen van Oostenrijk-Hongarije.

## Achtergrond
De oorsprong van het conflict is geworteld in de complexe nationale relaties in Galicië rond de eeuwwisseling. De Habsburgse monarchie was de ideale basis voor zowel Poolse als Oekraïense nationalistische bewegingen. Het eerste incident vond plaats in 1897, toen het Poolse bestuur zich kantte tegen de Oekraïense boeren in de parlementsverkiezingen. Een ander conflict vond plaats in de jaren 1901-1908 bij de Universiteit van Lemberg, waar Oekraïense studenten een aparte Oekraïense universiteit eisten, terwijl de Poolse studenten en de faculteiten probeerden de opstand de kop in te drukken. Het keerpunt kwam echter in 1903, toen Polen en Oekraïners ieder hun eigen conferenties hielden in Lemberg (De Polen in mei en de Oekraïners in augustus). Sindsdien ontwikkelden de twee nationalistische bewegingen zich met elkaar wedersprekende doelen in tegengestelde richting, tot een later onvermijdelijke botsing.

## De oorlog
Aanvankelijk namen de Oekraïense milities onder leiding van Dmytro Vitovskyi hun voordeel met de situatie in Midden-Europa door een geheim verdrag te tekenen met Oostenrijk-Hongarije en de controle te nemen over het grootste deel van Oost-Galicië. De onafhankelijkheid van de West-Oekraïense Volksrepubliek werd op 1 november 1918 uitgeroepen met Lemberg als hoofdstad. De uitroeping van deze republiek, die de soevereiniteit claimde over Oost-Galicië inclusief de Karpaten, de stad Nowy Sącz in het westen, Wolynië, Roethenië en Boekovina kwam als een totale verrassing voor de Polen. Want hoewel het merendeel van de bevolking van de West-Oekraïense Volksrepubliek uit Oekraïners bestond, werden grote delen van het geclaimde gebied door de Polen als Pools beschouwd.
Bij het binnenkomen van Lemberg werden de Oekraïense strijdkrachten met succes bestreden door zelfverdedigingseenheden, die voornamelijk bestonden uit veteranen uit de Eerste Wereldoorlog, studenten en kinderen. Na twee weken van hevige gevechten in de stad, brak een gewapende eenheid onder leiding van de luitenant-kolonel Michal Karaszewicz-Tokarzewski van het Poolse leger door de Oekraïense belegering en kwam zij aan in de stad. Op 21 november werd het beleg gebroken en werden de Oekraïners verdreven. Maar de hevige gevechten in de andere steden die zowel door de Polen en de Oekraïners werden geclaimd, gingen door en de gevechten in Lviv hielden aan tot mei 1919. Onmiddellijk na de herovering van de stad eind november, interneerden de Polen een aantal Oekraïense activisten in strafkampen.
In december 1918 begonnen de gevechten in Wolynië. De Poolse eenheden probeerden controle te krijgen over het gebied, terwijl tegelijkertijd het leger van de Oekraïense Volksrepubliek onder leiding van Semen Petlura probeerde zijn gebied westwaarts uit te breiden in de richting van de stad Chełm. Na twee maanden van hevige gevechten werd het conflict in maart 1919 besloten door frisse en goed uitgeruste Poolse eenheden onder leiding van generaal Edward Rydz-Śmigły.
De Poolse generaal begon een offensief in Wolynië en Oost-Galicië op 14 mei 1919. Het werd uitgevoerd door het Poolse leger, geholpen door het pas aangekomen Blauwe Leger van generaal Józef Haller de Hallenburg. Op 27 mei bereikten de Poolse troepen de Złoty Lipa-Brzeżany-Jezierna-Radziwiłłów-linie. Op 8 juni 1919 begonnen de Oekraïense troepen een tegenoffensief, maar na drie weken werden ze tegengehouden in de buurt van Gniła Lipa aan de rivier de Styr. Józef Piłsudski nam het commando over de Poolse troepen over op 27 juni en begon nog een ander offensief, welke de Oekraïners terugbracht tot de rivier de Zbrucz.

## Nasleep
Op 17 juni werd een wapenstilstand getekend. De Oekraïense oorlogsgevangenen werden ondergebracht in gevangenenkampen in Dąbie, Łańcut, Pikulice, Strzałków en Wadowice. Op 21 november 1919 werd Oost-Galicië bij de Vrede van Parijs voor een periode van 25 jaar aan Polen toegewezen, waarna er een referendum gehouden zou worden. Op 21 april 1920 tekenden Józef Piłsudski en Symon Petljoera een vredesverdrag, waarin Polen militaire steun beloofde aan de Oekraïense Volksrepubliek tegen het Rode Leger in ruil voor de acceptatie van de rivier de Zbrucz als de Pools-Oekraïense grens.

## literatuur
in het Oekraïens
- (ukr.) Західно-Українська Народна Республіка 1918–1923. Енциклопедія. Т. 1 : А–Ж. Івано-Франківськ : Манускрипт-Львів, 2018. 688 с. ISBN 978-966-2067-44-6
- (ukr.) Західно-Українська Народна Республіка 1918–1923. Енциклопедія. Т. 2 : З–О. Івано-Франківськ : Манускрипт-Львів, 2019. 832 с. ISBN 978-966-2067-61-3
- (ukr.) Західно-Українська Народна Республіка 1918-1923. Енциклопедія. Т. 3 : П - С. Івано-Франківськ: Манускрипт-Львів, 2020.576 с. ISBN 978-966-2067-65-1
- (ukr.) Західно-Українська Народна Республіка 1918-1923. Енциклопедія. Т. 4 : Т - Я. Івано-Франківськ: Манускрипт-Львів, 2021.688 с. ISBN 978-966-2067-72-9